# Ernest Acher
Ernest Acher (Praga, 1890 – ...) è stato un pittore ceco.

## Biografia
Attivo in Francia, dal 1913 in avanti espose paesaggi provenzali al Salon d'Automne e al Salon del Tuileries.